# Boxeuropameisterschaften 2017
Die 42. Herren-Boxeuropameisterschaften der Amateure, die von der EUBC, dem europäischen Ableger der AIBA organisiert wurden, fanden vom 14. bis zum 25. Juni 2017 in der ukrainischen Stadt Charkiw statt. Als Austragungsort wurde der 2004 erbaute Sportpalast Lokomotiv gewählt. Das Land war damit erstmals Austragungsort von Elite-Europameisterschaften der Männer im Boxen. Gemeldet wurden 234 Teilnehmer aus 39 Nationen. Bei der Europameisterschaft wurden insgesamt 80 Plätze zur Teilnahme an den Weltmeisterschaften 2017 in Hamburg vergeben.

## Medaillengewinner
| Klasse                          | Gold                           | Silber                           | Bronze                                                 |
| Halbfliegengewicht (bis 49 kg)  | Wassili Jegorow Russland       | Galal Yafai England              | Jauheni Karmiltschik Belarus Samuel Carmona Spanien    |
| Fliegengewicht (bis 52 kg)      | Daniel Assenow Bulgarien       | Niall Farrell England            | Brendan Irvine Irland Dmytro Samotajew Ukraine         |
| Bantamgewicht (bis 56 kg)       | Peter McGrail England          | Mykola Buzenko Ukraine           | José Quiles Spanien Kurt Walker Irland                 |
| Leichtgewicht (bis 60 kg)       | Jurij Schestak Ukraine         | Gabil Mamedow Russland           | Calum French England Pawlo Ischtschenko Israel         |
| Halbweltergewicht (bis 64 kg)   | Howhannes Batschkow Armenien   | Luke McCormack England           | Evaldas Petrauskas Litauen Mateusz Polski Polen        |
| Weltergewicht (bis 69 kg)       | Abass Baraou Deutschland       | Pat McCormack England            | Jewhen Barabanow Ukraine Vasile Belous Moldawien       |
| Mittelgewicht (bis 75 kg)       | Oleksandr Chyschnjak Ukraine   | Kamran Şahsuvarlı Aserbaidschan  | Zoltán Harcsa Ungarn Salvatore Cavallaro Italien       |
| Halbschwergewicht (bis 81 kg)   | Joe Ward Irland                | Muslim Gadschimagomedow Russland | Valentino Manfredonia Italien Damir Plantić Kroatien   |
| Schwergewicht (bis 91 kg)       | Jewgeni Tischtschenko Russland | Cheavan Clarke England           | Paul Omba-Biongolo Frankreich Roy Korving Niederlande  |
| Superschwergewicht (über 91 kg) | Wiktor Wychryst Ukraine        | Frazer Clarke England            | Djamili-Dini Aboudou Frankreich Maxim Babanin Russland |

## Medaillenspiegel
| Rang   | Land          | Gold | Silber | Bronze | Gesamt |
| ------ | ------------- | ---- | ------ | ------ | ------ |
| 1      | Ukraine       | 3    | 1      | 2      | 6      |
| 2      | Russland      | 2    | 2      | 1      | 5      |
| 3      | England       | 1    | 6      | 1      | 8      |
| 4      | Irland        | 1    | 0      | 2      | 3      |
| 5      | Armenien      | 1    | 0      | 0      | 1      |
| 5      | Bulgarien     | 1    | 0      | 0      | 1      |
| 5      | Deutschland   | 1    | 0      | 0      | 1      |
| 8      | Aserbaidschan | 0    | 1      | 0      | 1      |
| 9      | Frankreich    | 0    | 0      | 2      | 2      |
| 9      | Italien       | 0    | 0      | 2      | 2      |
| 9      | Spanien       | 0    | 0      | 2      | 2      |
| 12     | Belarus       | 0    | 0      | 1      | 1      |
| 12     | Kroatien      | 0    | 0      | 1      | 1      |
| 12     | Ungarn        | 0    | 0      | 1      | 1      |
| 12     | Israel        | 0    | 0      | 1      | 1      |
| 12     | Litauen       | 0    | 0      | 1      | 1      |
| 12     | Moldau        | 0    | 0      | 1      | 1      |
| 12     | Niederlande   | 0    | 0      | 1      | 1      |
| 12     | Polen         | 0    | 0      | 1      | 1      |
| Gesamt | Gesamt        | 10   | 10     | 20     | 40     |

## Startplätze für die Weltmeisterschaften 2017
Neben den 40 Medaillengewinnern aus Finale und Halbfinale, sind auch die 40 im Viertelfinale ausgeschiedenen Boxer für die Weltmeisterschaften 2017 in Hamburg qualifiziert.